# Линберг, Андрей Леонардович
Андрей Леонардович Линберг (1837 — 7 декабря 1904) — географ, педагог.

## Биография
Выпускник Второй московской гимназии. После окончания естественного отделения физико-математического факультета Московского университета преподавал географию в разных учебных заведениях (в том числе математику и географию в Первой мужской рязанской гимназии, затем в Тверской гимназии, географию в Московской консерватории и др.). 
А. Л. Линберг был известен русскими учебными атласами, изданными фирмой Брокгауза в Лейпциге. Первый из них (большой, иллюстрированный) появился в свет в 1873 году, а за ним последовали ещё атласы трёх типов. Им были изданы также стенные карты для учебных заведений, четыре учебные книги, составляющие полный гимназический курс географии, и книга «Открытия и завоевания испанцев в Новом Свете» (М., 1892).

## Семья
- Дочь  — Анна Андреевна, жена известного педагога, товарища министра народного просвещения  О. П. Герасимова[4][5].
- Дочь  — Софья Андреевна (1863—1926), жена известного историка и социолога, члена-корреспондента Петербургской академии наук и РАН, почётного члена АН СССР Н. И. Кареева, у них дочь  Елена, в заумжестве Верейская (1886—1966), ставшая детской писательницей.
- Дочь — Елена Андреевна (род. 1867), жена Сергея Николаевича Баранова[6], внука И.Ф.Баранова, племянника А.И.Баранова.
- Дочь — Вера Андреевна (род. 1868), жена Андрея Владимировича Кашперова, сына композитора В.Н.Кашперова.

## Сочинения
- Линберг А. Л. Краткий учебник всеобщей географии — М.: тип. Э. Лисснера и Ю. Романа: 2 т. — 106 с.
- Линберг А. Л. Учебный атлас всеобщей географии. — М.: Книжный магазин Дейбнера, 1909. — 35 с.
- Линберг А. Л. [Автобиография] // БУМИРШ. — 1900. — № 8. — С. 130—132. (В приложении — список трудов.)

## Источник
- Линберг, Андрей Леонардович // Энциклопедический словарь Брокгауза и Ефрона : в 86 т. (82 т. и 4 доп.). — СПб., 1890—1907.